# Hans Hinrich Flöter
Hans Hinrich Flöter (* 3. August 1910 in Brake; † 3. Juli 2011 ebenda) war ein deutscher Theologe und Pädagoge.

## Leben
Flöter studierte Religionswissenschaften, Philosophie, klassische Philologie, Geschichte und Kunstgeschichte in Berlin und wurde sowohl in Evangelischer Theologie wie auch Philosophie promoviert. Während der nationalsozialistischen Herrschaft war er Pfarrer in Halle, Merseburg und Wittenberg. In den letzten Tagen des Zweiten Weltkrieges wurde er Soldat und geriet in Gefangenschaft, wo er eine Lageruniversität gründete. Nach Kriegsende war er Lehrer am Gymnasium. Von 1951 bis 1959 lehrte er an der Universität Los Angeles. Bis zu seinem 95. Lebensjahr war er an der Kreisvolkshochschule in Brake tätig und leitete mehr als zehn Jahre lang eine Heimvolkshochschule in Springe.
Ab 1951 war Hans Flöter Mitglied der SPD und bildete seine Parteigenossen in Moralphilosophie aus. 2000 wurde er mit der Willy-Brandt-Medaille geehrt.
Am Abend des 27. Februars 1933 entdeckte und meldete er den Reichstagsbrand.

## Ehrungen
- Willy-Brandt-Medaille (2000)
- Landschaftsmedaille der Oldenburgischen Landschaft (2002)